# Haim Schwartzman
Haim Hary Schwartzman (n. 3 august 1897 – d. 1982) a fost un compozitor și dirijor evreu româno-israelian, care a fost distins cu titlul de artist emerit.

## Distincții
- Medalia „A cincea aniversare a Republicii Populare Române” (24 decembrie 1952) „pentru lupta și munca duse în vederea făuririi, consolidării și prosperării Republicii Populare Române”[2]
- Ordinul Muncii clasa a III-a (28 ianuarie 1954) „cu ocazia împlinirii a cinci ani de activitate a Teatrului de Stat din Arad, Teatrului de Stat din Brăila, Teatrului Maghiar de Stat din Cluj, Teatrului Evreesc de Stat din București, Teatrului Maghiar de Stat din Oradea, Teatrului de Stat din Ploești, Teatrului de Stat din Pitești, Teatrului de Stat din Reșița, Teatrului de Stat din Sibiu, Teatrului Maghiar de Stat din Sf. Gheorghe, Teatrului de Stat din Orașul Stalin, Teatrului Secuesc de Stat din Târgu Mureș, Teatrului Evreesc de Stat din Iași, Teatrului de Stat din Timișoara și pentru merite în activitatea artistică”[3]
- titlul de Artist Emerit al Republicii Populare Române (20 decembrie 1956) „cu prilejul împlinirii a 80 de ani de existență în Romînia a teatrului în limba idiș și pentru merite deosebite în activitatea artistică”[4]
- Ordinul Meritul Cultural clasa a III-a (13 decembrie 1968) „pentru merite deosebite în muncă, cu prilejul împlinirii a 20 de ani de la înființarea Teatrului evreiesc de stat din municipiul București”[5]